# Nattfödd
A Nattfödd a Finntroll finn folk-metal együttes negyedik nagylemeze, 2004-ben jelent meg a Century Media kiadásában.
Ez az album egy igen nagy változást hozott a Finntroll zeneiségében. Hangzásvilága telt Black és Folk metál elemeket tartalmaz, melyek jellegzetesek voltak a Midnattens Widunder c. albumra is. Mondhatni ez az album visszatér a gyökerekhez..

## Az album dalai
| #   | Cím                     | Jelentése                  | Hossz |
| --- | ----------------------- | -------------------------- | ----- |
| 1.  | Vindfärd/Människopesten | Szél útja/Az emberi pestis | 5:36  |
| 2.  | Eliytres                | Eliytres                   | 3:46  |
| 3.  | Fiskarens Fiende        | A halász ellensége         | 3:47  |
| 4.  | Trollhammaren           | A trollkalapács            | 3:32  |
| 5.  | Nattfödd                | Éjszülött                  | 4:51  |
| 6.  | Ursvamp                 | Ősi gomba                  | 2:02  |
| 7.  | Marknadsvisan           | A piaci dal                | 1:59  |
| 8.  | Det iskalla trollblodet | A jéghideg troll vér       | 3:54  |
| 9.  | Grottans barn           | A barlang gyermekei        | 4:36  |
| 10. | Rök                     | Füst                       | 2:23  |

## Tagok
- Henri "Trollhorn" Sorvali – billentyűk
- Mikael "Routa" Karlbom – gitár
- Tapio Wilska – vokál
- Samu "Beast Dominator" Ruotsalainen – dobok
- Samuli "Skrymer" Ponsimaa – gitár
- Sami "Tundra" Uusitalo – basszusgitár